# Cisticola woosnami
Cisticola woosnami là một loài chim trong họ Cisticolidae.
Loài này được tìm thấy ở Burundi, Cộng hòa Dân chủ Congo, Kenya, Malawi, Rwanda, Tanzania, Uganda, và Zambia.
Môi trường sống tự nhiên của nó là xavan khô và đồng cỏ đất thấp khô nhiệt đới hoặc cận nhiệt đới.